# Pasquale Fabbri
Pasquale Fabbri (ur. 2 kwietnia 1942 w Galeacie) – włoski kolarz szosowy, srebrny medalista mistrzostw świata.

## Kariera
Największy sukces w karierze Pasquale Fabbri osiągnął w 1963 roku, kiedy wspólnie z Mario Maino, Dino Zandegù i Danilo Grassim zdobył srebrny medal w drużynowej jeździe na czas na mistrzostwach świata w Ronse. Był to jednak jedyny medal wywalczony przez niego na międzynarodowej imprezie tej rangi. Ponadto w 1962 roku był drugi w klasyfikacji generalnej Volta Ciclista a Catalunya, a dwa lata później wygrał włoski wyścig Sassari-Cagliari. W 1965 roku zajął 59. miejsce w Giro d'Italia, a rok później wystartował w Tour de France, ale nie ukończył rywalizacji. Nigdy nie wystąpił na igrzyskach olimpijskich. Jako zawodowiec startował w latach 1963-1967.